# Straßenunterhaltung
Straßenunterhaltung bezeichnet im Verkehrswesen die Durchführung von Unterhaltungsmaßnahmen, die der Instandhaltung von Straßen und Wegen sowie den daran angegliederten Flächen und Bauwerken dienen. Es handelt sich dabei um eine wesentliche Komponente der Straßenerhaltung.

## Aufteilung und Inhalte
| Straßenerhaltung | betriebliche Straßenerhaltung | Straßenkontrolle                                     |
| Straßenerhaltung | betriebliche Straßenerhaltung | Straßenwartung (betriebliche Straßenunterhaltung)    |
| Straßenerhaltung |                               |                                                      |
| Straßenerhaltung | bauliche Straßenerhaltung     | Straßeninstandhaltung (bauliche Straßenunterhaltung) |
| Straßenerhaltung | bauliche Straßenerhaltung     | Straßeninstandsetzung                                |
| Straßenerhaltung | bauliche Straßenerhaltung     | Straßenerneuerung                                    |

Gemäß der Systematik der Straßenerhaltung teilt sich die Straßenunterhaltung in die Straßenwartung (betriebliche Straßenunterhaltung) und Straßeninstandhaltung (bauliche Straßenunterhaltung) auf.

### Straßenwartung (betriebliche Straßenunterhaltung)
Die Straßenwartung bzw. Streckenwartung dient in erster Linie der Beseitigung von Gefahrenquellen und umfasst neben der Ausführung von kleineren Sofortmaßnahmen am Straßenkörper (wie etwa das Ausbessern eines Schlaglochs) auch den Winterdienst, die Grün- und Gehölzpflege am Straßenbegleitgrün, die Straßenreinigung sowie die Wartung der Straßenausstattung.

### Straßeninstandhaltung (bauliche Straßenunterhaltung)
Bei der Straßeninstandhaltung handelt sich um bauliche Maßnahmen auf kleineren Flächen, die nur zu einer geringen Qualitätsverbesserung beitragen. Dazu zählen beispielsweise die Beseitigung von kleinflächigen Unebenheiten durch Fräsen, die Sanierung von Nähten und Fugen oder kleinere Oberflächenbehandlungen. Zur Festlegung einer geeigneten Maßnahme wird in der Regel vorab eine Zustandserfassung und -bewertung durchgeführt.

## Normen und Standards
Deutschland
- M BEB – Merkblatt für die Bauliche Erhaltung von Verkehrsflächen aus Beton
- M ELW – Merkblatt für die Erhaltung Ländlicher Wege
- ZTV BEA-StB – Zusätzliche Technische Vertragsbedingungen und Richtlinien für die Bauliche Erhaltung von Verkehrsflächenbefestigungen – Asphaltbauweisen
- ZTV BEB-StB – Zusätzliche Technische Vertragsbedingungen und Richtlinien für die Bauliche Erhaltung von Verkehrsflächenbefestigungen – Betonbauweisen

Österreich
- RVS 12.01.12 Standards in der betrieblichen Erhaltung von Landesstraßen
- RVS 13.01.51 Betondeckenerhaltung

Schweiz
- SN 640731 Erhaltung des Oberbaus – Reparatur, Instandsetzung und Erneuerung von Asphaltschichten